# Список найвищих водоспадів
Список найвищих водоспадів світу, впорядкований за спаданням висоти.
| Номер | Водоспад      | Висота, м* | Кіл. уст. | Розташування                                      | Зображення                                                      |
| ----- | ------------- | ---------- | --------- | ------------------------------------------------- | --------------------------------------------------------------- |
| 1     | Анхель        | 979 (807)  | 2         | Національний парк Канайма, штат Болівар Венесуела |                                                                 |
| 2     | Тугела        | 948 (411)  | 5         | Квазулу-Наталь, ПАР                               |                                                                 |
| 3     | Три Сестри    | 914        | 5         | Аякучо, Перу                                      | Фото [Архівовано 10 серпня 2014 у Wayback Machine.]             |
| 4     | Олоупена      | 900        |           | о. Молокаї, Гаваї, США                            | Фото                                                            |
| 5     | Юмбілла       | 896        |           | Амазонас, Перу                                    |                                                                 |
| 6     | Віннуфоссен   | 860 (420)  | 4         | Мере-ог-Ромсдал, Норвегія                         |                                                                 |
| 7     | Баліфоссен    | 850 (452)  | 3         | Гордалан, Норвегія                                | Фото [Архівовано 1 березня 2015 у Wayback Machine.]             |
| 8     | Пу'ука'оку    | 840        |           | о. Молокаї, Гаваї, США                            | Фото [Архівовано 5 березня 2015 у Wayback Machine.]             |
| 9     | Джеймс Брюс   | 840        |           | Британська Колумбія, Канада                       | Фото 1 Фото 2 [Архівовано 1 березня 2015 у Wayback Machine.]    |
| 10    | Браун         | 836 (244)  | 6         | Південний острів, Нова Зеландія                   | Фото                                                            |
| 11    | Струпенфоссен | 820        | 7         | Согн-ог-Ф'юрдане, Норвегія                        | Фото [Архівовано 10 квітня 2014 у Wayback Machine.]             |
| 12    | Рамнеф'єль    | 818        | 3         | Согн-ог-Ф'юрдане, Норвегія                        |                                                                 |
| 13    | Вайгілау      | 792 (792)  | 1         | о. Гаваї, Гаваї, США                              | Фото                                                            |
| 14    | Колоніал Крік | 783        |           | Вашингтон, США                                    | Фото [Архівовано 6 січня 2015 у Wayback Machine.]               |
| 15    | Монгефоссен   | 773 (773)  | 1         | Мере-ог-Ромсдал, Норвегія                         | Фото 1 Фото 2 [Архівовано 26 листопада 2015 у Wayback Machine.] |
| 16    | Ґокта         | 771 (540)  | 2         | Амазонас, Перу                                    |                                                                 |
| 17    | Мутаразі      | 762 (479)  | 2         | Манікаленд, Зімбабве                              | Фото                                                            |
| 18    | К'єлфоссен    | 755 (149)  |           | Вестланн, Норвегія                                |                                                                 |
| 19    | Йоганнесбурґ  | 751 (244)  | 3         | Вашингтон, США                                    | Фото [Архівовано 16 вересня 2016 у Wayback Machine.]            |
| 20    | Йосеміті      | 739 (234)  | 3         | Каліфорнія, США                                   |                                                                 |
| 21    | Тру-де-Фер    | 725 (305)  | 4         | о. Реюньйон, Франція                              |                                                                 |
| 22    | Оелмафоссен   | 720 (720)  | 1         | Мере-ог-Ромсдал, Норвегія                         |                                                                 |

1. *Данні в дужках, висота найбільшого каскаду (уступу).

## Зауваги
1. ↑  За іншими даними водоспад Баліфоссен має висоту 765 м,[7] а 7-ме місце займає водоспад Скорґа (864 м), Норвегія.[8]
2. ↑  За іншими даними водоспад Струпенфоссен має висоту 480 м,[12] а 11-ме місце займає водоспад К'єррскредфоссен (830 м), Норвегія.[13]
3. ↑  За іншими даними водоспад Рамнеф'єллсфоссен має висоту 585 м,[14] а 12-ме місце займає водоспад Вайгілау (792 м), США.[15]
4. ↑  За іншими даними водоспад Мутаразі має висоту 479 м,[19] а 17-ме місце займає водоспад Баліфоссен (765 м), Норвегія (див. п. 7, таблиці).[7]
5. ↑  За іншими даними водоспад К'єлфоссен має висоту 705 м.[20]